# ایتو تئیجی
ایتو تِئیجی (ژاپنی: 伊藤貞司) یک نوازنده و آهنگساز اهل ژاپن بود.
عمده شهرتِ او بخاطرِ موسیقیِ متنِ فیلمِ سایه‌های نیمروز است. پدر او نیز آهنگساز بود.